# Buckfield (Maine)
Buckfield ist eine Town im Oxford County des Bundesstaates Maine in den Vereinigten Staaten. Im Jahr 2020 lebten dort 1983 Einwohner in 914 Haushalten auf einer Fläche von 97,82 km².

## Geographie
Nach dem United States Census Bureau hat Buckfield eine Gesamtfläche von 97,82 km², von der 97,20 km² Land sind und 0,62 km² aus Gewässern bestehen.

### Geographische Lage
Buckfield liegt im Osten des Oxford Countys und grenzt an das Androscoggin County. Der Nezinscot River, ein Zufluss des Androscoggin Rivers, durchfließt das Gebiet der Town in südliche Richtung. Zentral auf dem Gebiet der Town liegt der South Pond und im Norden grenzt der North Pond an. Die Oberfläche des Gebietes ist hügelig, die höchste Erhebung ist der 533 m hohe Streaked Mountain im Südwesten von Buckfield.

### Geologie
Der Boden ist im Allgemeinen tief und dunkel, gut geeignet für den Anbau von Getreide und Mais. Entlang der Flüsse gibt es feines Schwemmland. Auf dem Gebiet der Town befinden sich Lagerstätten von Hydroxylherderit und Herderit, zudem auch Kalkstein der zu Branntkalk in guter Qualität verarbeitet werden kann.

### Nachbargemeinden
Alle Entfernungen sind als Luftlinien zwischen den offiziellen Koordinaten der Orte aus der Volkszählung 2010 angegeben.
- Nordosten: Hartford, 14,0 km
- Osten: Turner, Androscoggin County, 13,3 km
- Süden: Hebron, 6,0 km
- Südwesten: Paris, 9,9 km
- Westen: West Paris, 14,0 km
- Nordwesten: Sumner, 15,4 km

### Stadtgliederung
In Buckfield gibt es mehrere Siedlungsgebiete: East Buckfield (ehemals Federal Corner), Buckfield (ehemals Record's Mills, Buckfield Mills, Buckfield Village), North Buckfield und West Buckfield.

### Klima
Die mittlere Durchschnittstemperatur in Buckfield liegt zwischen −7,8 °C (18 °F) im Januar und 20,6 °C (69 °F) im Juli. Damit ist der Ort gegenüber dem langjährigen Mittel Maines um etwa 2 Grad kühler. Die Schneefälle zwischen Oktober und Mai liegen mit deutlich mehr als zwei Metern (bei einem Spitzenwert im Januar von knapp 50 cm) ungefähr doppelt so hoch wie die mittlere Schneehöhe in den USA. Die tägliche Sonnenscheindauer liegt am unteren Rand des Wertespektrums der USA.

## Geschichte
Buckfield wurde ab 1776 durch europäische Einwanderer besiedelt. Die ersten Siedler waren Abijah Buck und Thomas Allen mit ihren Familien. Sie hatten um 1785 dem Gebiet eine Struktur gegeben und im Jahr 1788 kauften sie und weitere Siedler das Land vom Commonwealth of Massachusetts für den Preis von zwei Schilling je Acre. Da Abijah Buck als Agent der Siedler auftrat, wurde die Plantation nach ihm zunächst Bucktown genannt. Als die Plantation am 16. März 1793 als Town organisiert wurde, änderte sich der Name in Buckfield. Durch ein Feuer im Jahr 1816 wurde ein Teil der Town zerstört.
Um Buckfield an das Eisenbahnnetz anzuschließen, errichtete die 1847 gegründete Buckfield Branch Railroad eine 20,9 Kilometer lange Strecke, deren Bau 1848 begann und die Anfang 1850 fertig gestellt wurde. Mit ihr wurde Buckfield mit Mechanic Falls verbunden. Die Strecke ist heute stillgelegt.

### Einwohnerentwicklung
| Volkszählungsergebnisse – Town of Buckfield, Maine | Volkszählungsergebnisse – Town of Buckfield, Maine | Volkszählungsergebnisse – Town of Buckfield, Maine | Volkszählungsergebnisse – Town of Buckfield, Maine | Volkszählungsergebnisse – Town of Buckfield, Maine | Volkszählungsergebnisse – Town of Buckfield, Maine | Volkszählungsergebnisse – Town of Buckfield, Maine | Volkszählungsergebnisse – Town of Buckfield, Maine | Volkszählungsergebnisse – Town of Buckfield, Maine | Volkszählungsergebnisse – Town of Buckfield, Maine | Volkszählungsergebnisse – Town of Buckfield, Maine |
| Jahr                                               | 1800                                               | 1810                                               | 1820                                               | 1830                                               | 1840                                               | 1850                                               | 1860                                               | 1870                                               | 1880                                               | 1890                                               |
| -------------------------------------------------- | -------------------------------------------------- | -------------------------------------------------- | -------------------------------------------------- | -------------------------------------------------- | -------------------------------------------------- | -------------------------------------------------- | -------------------------------------------------- | -------------------------------------------------- | -------------------------------------------------- | -------------------------------------------------- |
| Einwohner                                          | 1002                                               | 1251                                               | 1501                                               | 1514                                               | 1629                                               | 1657                                               | 1705                                               | 1494                                               | 1379                                               | 1200                                               |
| Jahr                                               | 1900                                               | 1910                                               | 1920                                               | 1930                                               | 1940                                               | 1950                                               | 1960                                               | 1970                                               | 1980                                               | 1990                                               |
| Einwohner                                          | 1139                                               | 1087                                               | 957                                                | 972                                                | 903                                                | 899                                                | 982                                                | 929                                                | 1333                                               | 1566                                               |
| Jahr                                               | 2000                                               | 2010                                               | 2020                                               | 2030                                               | 2040                                               | 2050                                               | 2060                                               | 2070                                               | 2080                                               | 2090                                               |
| Einwohner                                          | 1723                                               | 2009                                               | 1983                                               |                                                    |                                                    |                                                    |                                                    |                                                    |                                                    |                                                    |

## Kultur und Sehenswürdigkeiten

### Bauwerke
In Buckfield wurden mehrere Bauwerke unter Denkmalschutz gestellt und ins National Register of Historic Places aufgenommen.
- Churchill Bridge, 1994 unter der Register-Nr. 94000180.[10]
- Enoch Hall House, 1993 unter der Register-Nr. 93001431.[11]
- Zadoc Long Free Library, 1994 unter der Register-Nr. 94000636.[12]
- E.C. and M.I. Record Homestead, 2011 unter der Register-Nr. 11000582.[13]
- Union Church, 1980 unter der Register-Nr. 80000245.[14]

## Wirtschaft und Infrastruktur

### Verkehr
Die Maine State Route 140 verläuft in nordsüdliche Richtung. Sie folgt bis zum Village Buckfield dem Verlauf des Nezinscot Rivers. Dort mündet sie auf der in westöstliche Richtung verlaufenden Maine State Route 117 die in östlicher Richtung ebenfalls dem Verlauf des Nezinscot Rivers folgt. Von ihr zweigt in südliche Richtung die Maine State Route 124 ab.

### Öffentliche Einrichtungen
In Buckfield gibt es kein eigenes Krankenhaus oder eine medizinische Einrichtung. Die nächstgelegenen befinden sich im Rumford, Auburn, Paris und Canton.
Die Zadoc Long Free Library geht auf eine Schenkung von John Davis Long zurück, der sie in Erinnerung an seine Eltern Zadoc Long und Julia Temple Davis stiftete. Long kaufte im Jahr 1900 das Land, auf dem Die Bücherei steht für $ 1,00 und beauftragte einen Freund, den Architekten John Calvin Stevens mit dem Bau. Die Bücherei wurde 1901 eröffnet und erhielt von Long und weiteren Familienangehörigen einen Grundstock von 3000 Büchern.

### Bildung
Buckfield gehört mit Hanover, Hartford, Mexico, Roxbury, Rumford und Sumner zum Western Foothills Regional School District (RSU #10).
Im Schulbezirk werden folgende Schulen angeboten:
- Buckfield Junior/Senior High School in Buckfield, Schulklassen 7 bis 12
- Hartford-Sumner Elementary School  in Sumner, Schulklassen Pre-Kindergarten bis 6
- Meroby Elementary School in Mexico, Schulklassen Pre-Kindergarten bis 5
- Mountain Valley Middle School in Mexico, Schulklassen 6 bis 8
- Rumford Elementary School in Rumford, Schulklassen Pre-Kindergarten bis 5
- Mountain Valley High School in Rumford, Schulklassen 7 bis 12

## Persönlichkeiten

### Söhne und Töchter der Stadt
- John D. Long (1838–1915), Politiker und Gouverneur des Bundesstaates Massachusetts, sowie Marineminister der Vereinigten Staaten
- Virgil D. Parris (1807–1874), Politiker
- Charles H. Prince (1837–1912), Politiker
- Albion Woodbury Small (1854–1926), Soziologe

### Persönlichkeiten, die vor Ort gewirkt haben
- Luther Whiting Mason (1818–1896), Musikpädagoge